# Lindhagenbreen
De Lindhagenbreen is een gletsjer op het eiland Nordaustlandet, dat deel uitmaakt van de Noorse eilandengroep Spitsbergen.
De gletsjer is vernoemd naar Zweeds geodeticus en astronoom Daniel Georg Lindhagen (1819-1906).

## Geografie
De gletsjer ligt in het noorden van Gustav-V-land en is ongeveer zuidwest-noordoost georiënteerd. Hij komt vanaf de ijskap Vestfonna en mondt via gletsjerriviertjes uit in de baai Lindhagenbukta.
Op ongeveer tien kilometer naar het zuidwesten ligt de gletsjer Nordre Franklinbreen en op ongeveer vijf kilometer naar het zuidoosten de gletsjer Sabinebreen.